# Amador Cárdenas
Amador Humberto Cárdenas Paredes (Linlín, 29 de julio de 1931 - Quellón, 8 de diciembre de 2003) fue un profesor, folclorista, compositor, político, recopilador y cantante chileno de origen chilote más conocido por su trabajo tendiente a preservar la cultura chilota y huilliche, labor por la cual fue galardonado por el Estado de Chile con el Premio a la Música Nacional. También fue concejal por 4 años y Alcalde de Quellón, entre 1994 y 1996.  

## Biografía
Nació en la isla Linlín (comuna de Quinchao) el 26 de julio de 1931, hijo de David Cárdenas Muñoz y de María Anacelia Paredes. A muy temprana edad se trasladó con su familia a vivir al sector rural de Putique (isla Quinchao), donde se nutrió de las costumbres y labores campesinas y aprendió a tocar la guitarra, participando en diferentes fiestas tradicionales en su comunidad. Fue así como se aventuró en el mundo de la música tradicional de Chiloé, donde aprovechó de recopilar historias, vivencias y trabajos folclóricos que más tarde adoptaría para mostrarlos en diferentes partes del archipiélago chilote y del país.
La gran parte de su sabiduría musical, folclórica, bailes tradicionales y antiguas costumbres lo aprendió de sus familiares, cercanos y gente campesina de los lugares como Putique, Achao y Quellón, destacándose más tarde como maestro, folclorista y recopilador de las costumbres ancestrales de Chiloé.   

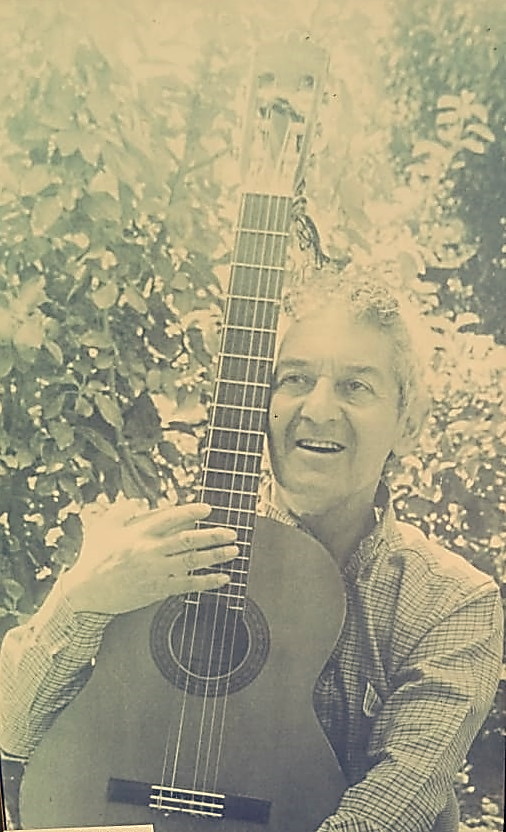
Amador Cárdenas Paredes, folclorista, cultor, cantautor, recopilador y uno de los mayores exponentes de la cultura chilota.

Por razones laborales, Amador se trasladó a vivir a la localidad de Quellón, donde vivió con su familia hasta su muerte.
En su labor como compositor, recopilador y folclorista creó y recopiló canciones y temas folclóricos que hoy resuenan en todo Chiloé; además creó diferentes grupos folclóricos, entre ellos el Conjunto de la isla Llingua, Conjunto Achao del Magisterio de Quinchao —con el cual grabaría un trabajo musical en 1977 siendo una de las primeras grabaciones musicales en casete en Chiloé—, y el Conjunto Folclórico Llauquil de Quellón, entre otros, siendo estos dos últimos con los cuales recorrería diferentes escenarios del país (Entre ellos el programa de Televisión de TVN El Festival de la Una con Enrique Maluenda) y plasmando su labor musical en diferentes producciones discográficas. 
Fue elegido concejal de Quellón en las elecciones municipales de 1992 por el periodo 1992-1994, como independiente. Posteriormente fue alcalde de la comuna por el periodo 1994-1996. 

## Obras
- Creador de innumerables temas y piezas Musicales propias del Folclor Chilote.
- Recopiló un sinfín de obras musicales y les dio su característica interpretación con su voz y su guitarra.
- Fue formador, junto con vecinos de isla Llingua, del Conjunto Folclórico Isla Llingua, siendo uno de los primeras agrupaciones musicales del auténtico folclor chilote y del cual nacerían galardonados artistas populares y locales.
- Formó el Conjunto Achao del Magisterio de Quinchao junto con docentes, maestros y vecinos de Achao y alrededores, y grabó en 1977 el primer disco musical de Chiloé, destacándose temas musicales como el «Himno a Chiloé» (Manuel Andrade y Porfirio Díaz), «Achao» (de su propia autoría),[5] «Paisaje chilote» (tonada de Francisco Vargas de la Torre), y bailes tradicionales como «El Cielito» y «La Trastrasera», entre otros, que quedaron grabados en dicha producción musical.
- Fundador del Conjunto Llauquil de Quellón el año 1982, con el cual grabó varias producciones musicales, plasmando su característica voz.y picardía.
- Fue un investigador de la Cultura Chilota y aportó a ésta con su sabiduría y desplante.
- Inspiró la creación de conjuntos y agrupaciones folclóricas.
- Fue un promotor y defensor del arte musical, poético y ancestral del pueblo Huilliche de Chiloé interpretando canciones y danzas en lengua nativa, entre otras expresiones originarias Huilliche,

## Fallecimiento
Falleció el 8 de diciembre de 2003 en Quellón. Sus restos fueron trasladados hasta Achao donde se ofició una multitudinaria misa el día 10 de diciembre, coincidiendo en la fiesta religiosa de la Virgen de Loreto, Patrona de Achao, a quien en innumerables ocasiones homenajeó con su música y entregó su canto. Sus restos reposan en el Cementerio Municipal de Achao en una cripta donde están grabadas su vida y obra.

## Distinciones
- En 2000 recibió el Premio a la Música Nacional Presidente de la República.[6][7]
- Fue declarado Hijo Ilustre de Chiloé, Achao y Quellón.
- En febrero de 2003 es galardonado con el Premio de Extensión Cultural Municipal Ciudad de Castro.
- En Quellón existe un museo el cual lleva su nombre.
- En esta misma localidad se realiza cada año una peña folclórica en homenaje a su labor y su legado la cual la organiza su ex Conjunto Llauquil, la que recibe a diferentes agentes de la música tradicional de Chiloé.
- Su nombre está grabado en calles de varias ciudades de Chiloé.
- En Achao existe un Centro educacional que lleva su nombre.[8]

## Historial electoral

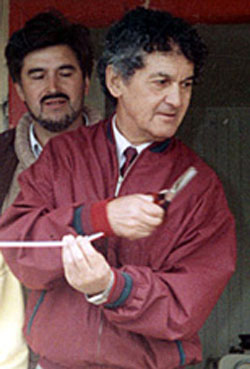
El folclorista también fue concejal y alcalde de Quellón.

### Elecciones municipales de 1992
- Elecciones municipales de 1992, para la alcaldía de Quellón[9]

| Candidato                | Pacto                    | Partido | Votos | %     | Resultado                              |
| ------------------------ | ------------------------ | ------- | ----- | ----- | -------------------------------------- |
| Iván Haro Uribe          | Participación y Progreso | RN      | 2031  | 34,05 | Alcalde por dos años (primer período)  |
| Héctor Leiva Díaz        | Concertación Democrática | PS      | 818   | 13,71 | Concejal                               |
| Amador Cárdenas Paredes  | Concertación Democrática | Ind.    | 749   | 12,56 | Alcalde por dos años (segundo período) |
| Arnoldo Gutiérrez Cortéz | Concertación Democrática | DC      | 731   | 12,31 | Concejal                               |
| Alonso Carín Paredes     | Participación y Progreso | RN      | 512   | 8,58  | Concejal                               |
| José Millaldeo Antiñanco | Concertación Democrática | PPD     | 258   | 4,33  |                                        |
| Ramón Miranda Cárcamo    | Unión de Centro Centro   | UCC     | 143   | 2,40  |                                        |
| Ramón Vera Gómez         | Unión de Centro Centro   | UCC     | 135   | 2,26  |                                        |
| José Agüero Villacén     | Participación y Progreso | UDI     | 120   | 2,01  |                                        |
| Remijio Torres Obando    | Concertación Democrática | PR      | 93    | 1,56  |                                        |
| José Capdebilla Alvarado | Participación y Progreso | UDI     | 91    | 1,53  |                                        |
| José Montiel de la Torre | Concertación Democrática | RN      | 91    | 1,53  | Concejal                               |

### Elecciones municipales de 1996
- Elecciones municipales de 1996, para la alcaldía de Quellón[10]

| Candidato               | Pacto                    | Partido | Votos | %     | Resultado |
| ----------------------- | ------------------------ | ------- | ----- | ----- | --------- |
| Iván Haro Uribe         | Unión por Chile          | RN      | 3002  | 46,26 | Alcalde   |
| Luis Uribe Velásquez    | Concertación Democrática | DC      | 884   | 13,62 | Concejal  |
| Freddy Gallardo Pacheco | Unión por Chile          | Ind-UDI | 777   | 11,97 | Concejal  |
| Amador Cárdenas Paredes | Concertación Democrática | DC      | 570   | 8,78  |           |
| Renato Azócar Avendaño  | Concertación Democrática | PS      | 466   | 7,18  | Concejal  |
| Guillermo Contreras Roa | Concertación Democrática | PPD     | 312   | 4,81  |           |
| Alonso Cadín Paredes    | Unión por Chile          | RN      | 266   | 4,10  | Concejal  |
| Carlos Flaig Alcázar    | Unión por Chile          | Ind-UDI | 97    | 1,49  |           |
| Juan Gallardo Narváez   | Unión por Chile          | Ind-RN  | 55    | 0,85  | Concejal  |